# 協和 (元号)
協和（きょうわ、ヒェプホア・Hiệp Hoà）は、1883年7月（嗣徳36年6月）に即位したベトナム阮朝の協和帝の元号。1884年を元年とする予定であったが、12月（嗣徳36年11月）に帝が廃位、弑殺されたため施行されず、翌年はその後即位した新帝の建福元年となった。